# Hypogrammodes glaucoides
Hypogrammodes glaucoides là một loài bướm đêm trong họ Noctuidae.